# TotalEnergies SE
TotalEnergies SE is een Frans multinationaal geïntegreerd energie- en petroleumbedrijf opgericht in 1924 en is een van de zeven supermajor oliemaatschappijen. De bedrijfsactiviteiten bestrijken de hele olie- en gasketen, van de exploratie en productie van aardolie en aardgas tot energieopwekking, transport, raffinage, marketing van aardolieproducten en internationale handel in ruwe olie en producten. TotalEnergies is ook een grootschalige producent van chemicaliën.

## Geschiedenis
Voor de Eerste Wereldoorlog was de Franse regering niet overtuigd van de noodzaak eigen oliebronnen te hebben. Georges Clemenceau zou gezegd hebben: "Als ik olie nodig heb, dan vind ik die bij mijn kruidenier". Na de oorlog was dit beeld volledig gekeerd. Frankrijk wilde olievelden en kreeg tijdens de conferentie van San Remo het recht op 25% van alle olie uit Mesopotamië, ongeveer het huidige Irak dat onder Brits bestuur was gekomen. Dit werd geëffectueerd door het Duitse belang van 25% in de Turkish Petroleum Company over te nemen als onderdeel van de herstelbetalingen.
De volgende stap was de oprichting van een eigen nationale oliemaatschappij. Raymond Poincaré, die in 1922 wederom premier van Frankrijk was geworden, vroeg in 1923 de industrieel Ernest Mercier leiding te geven aan Compagnie Française des Pétroles (CFP). CFP werd een private onderneming, maar de overheid kreeg wel een belangrijke stem in de samenstelling van het bestuur. Het belang in Turkish Petroleum ging over naar CFP. In 1928 kwam een staatscommissie tot de conclusie dat de Franse overheid gediend was met een groter belang in deze belangrijke markt. Ze nam een aandelenbelang van 25% in CFP. Het werkgebied van de maatschappij bleef vooral het Midden-Oosten.
In 1985 werd de naam gewijzigd in Total-CFP en in 1991 verdween CFP uit de naam en het werd alleen Total. Rond de eeuwwisseling begon in de oliesector een consolidatiegolf met grote fusies, mede als gevolg van de gedaalde olieprijs: in 1999 nam Total het Belgische Petrofina over, waardoor Total Fina ontstond. Later fuseerde het Franse Elf met Total, wat leidde tot de naam TotalFinaElf. In 2003 werd de naam weer veranderd in Total. Door de fusies stond de nieuwe entiteit sterk op de petroleummarkt (Total), in beursverrichtingen (Petrofina), en in politieke beïnvloeding rond de olie-exploitatie in voormalige kolonies (Elf).
In mei 2014 was Total het eerste bedrijf dat offshore Noordpoololie kocht. Deze olie kwam onder protest van Greenpeace de Rotterdamse haven binnen. De milieuorganisaties wijzen op de grote risico's die deze Noordpoololie met zich meebrengt. Vanwege alle commotie heeft Total besloten niet nog meer olie van de Noordpool af te nemen.
In augustus 2017 werd bekend dat Total het Deense Maersk Oil zou overnemen. Het bedrijfsonderdeel is sinds de zeventiger jaren actief met het winnen van aardolie en aardgas in het Deense deel van de Noordzee en had de activiteiten uitgebreid in het Verenigd Koninkrijk, Qatar, Brazilië en Kazachstan. Maersk Oil produceerde meer dan een half miljoen vaten olie per dag, waarvan ongeveer de helft toekomt aan partners. De overnamesom bedroeg US$ 7,45 miljard (€ 6,35 miljard). De transactie werd op 11 juli 2021 afgerond.
In 2019 kocht het bedrijf een belang van 26,5% in het Mozambique lng-project. De verkoper is Anadarko Petroleum die met de verkoop US$ 3,9 miljard binnenhaalde. Dit project is nog in ontwikkeling en het eerste vloeibare gas werd in 2024 verwacht. Het project bestaat uit de bouw van twee installaties met een totale capaciteit van 13 miljoen ton lng per jaar. Door de onveilige situatie in de regio werd in april 2021 het werk stilgelegd.
In juni 2021 maakte Total bekend van naam te veranderen. De nieuwe naam werd TotalEnergies.
Medio 2023 kocht TotalEnergies een minderheidsbelang van 16,7% in de eerste bouwfase van het Rio Grande LNG project, een installatie voor de productie van vloeibaar aardgas in de Amerikaanse staat Texas. In deze fase worden drie installaties gebouwd met een totale capaciteit van 17,5 miljoen ton per jaar die in 2027 in productie komen. TotalEnergies zal jaarlijks 5,4 miljoen ton lng afnemen gedurende 20 jaar.
In Suriname is olie en gas aangetoond in twee velden, Sapakara en Krabdagu, die in een waterdiepte van 100 tot 1000 meter liggen. De totale hoeveelheid winbare olie is getaxeerd op 700 miljoen vaten. In september 2023 werden concrete plannen bekendgemaakt om de olie te gaan winnen. Het plan gaat uit van een Floating Production, Storage and Offloading (FPSO), met een capaciteit van 200.000 vaten olie per dag. Het gas wat eventueel mee naar boven komt, zal in het veld terug worden geïnjecteerd. Op 30 september 2024 viel het besluit om meer dan US$ 10 miljard te investeren in dit project en de eerste olie wordt in 2028 verwacht. Dit project wordt gedaan in samenwerking met het Amerikaanse energiebedrijf APE en het Surinaamse staatsoliebedrijf Staatsolie.

## Activiteiten
TotalEnergies is een van de grootste olie- en gasbedrijven ter wereld met ruim 100.000 medewerkers. Per jaareinde 2023 had het olie- en gasreserves van 10,6 miljard vaten olie-equivalent, waarvan 15% in Europa en iets meer dan 40% in Midden-Oosten en Noord-Afrika. De totale productie was 2,5 miljoen vaten per dag. De productie van vloeibaar aardgas (lng) stond in 2023 op 15,2 miljoen ton.
De raffinaderijen hebben een capaciteit van 1,8 miljoen vaten per dag, hiervan staat twee derde in Europa. In 2023 was de dagelijkse doorzet in de zestien raffinaderijen 1,4 miljoen vaten, waarvan 1,0 miljoen in Europa. Hiermee vergeleken is de productie van biobrandstoffen, 330.000 ton in 2023, marginaal. De petrochemische installaties hebben een capaciteit van 22,2 miljoen ton op jaarbasis, hiervan is minder dan de helft in Europa gevestigd. Het zwaartepunt van de productie ligt bij olefinen en aromaten.

### België
Het wereldwijde hoofdkantoor van de petrochemische tak van Total, Total Petrochemicals, is gevestigd in Brussel. Dit komt doordat de twee grootste petrochemische vestigingen van Total in Europa zijn gevestigd in Antwerpen en Feluy.
In België heeft Total zeven productie-eenheden:
- één raffinaderij - TotalEnergies Refinery Antwerp
- drie petrochemische fabrieken
- één chemische fabriek (meststoffen)
- één fabriek voor de productie van smeermiddelen
- één fabriek voor productie van antivriesmiddelen

Tevens is een van de drie wereldwijde onderzoekscentra van Total in België gevestigd.
Veel van deze activiteiten in België zijn het gevolg van de overname van Petrofina in 1999.
In Ruisbroek opende Total het eerste waterstofstation van België. Het betrof een proefinstallatie die in samenwerking met BMW wordt gebruikt om ervaring op te doen en de consument bewuster te maken van rijden op waterstof. Total exploiteert in Duitsland nog twee waterstofstations: in Berlijn (sinds 2003) en in München (sinds 2007). In juni 2016 nam Total het in Luik gevestigde energiedistributiebedrijf Lampiris over.

### Nederland
In Nederland heeft TotalEnergies een raffinaderij in Vlissingen-Oost. Deze raffinaderij heeft een verwerkingscapaciteit van 147.000 vaten per dag, en TotalEnergies heeft een belang van 55%. De overige 45% van de aandelen zijn sinds medio 2009 in handen van de Russische oliemaatschappij LUKoil, via haar dochtermaatschappij Litasco, gevestigd in Genève. De raffinaderij in Vlissingen-Oost opereert sindsdien onder de naam "Zeeland Refinery". Verder is TotalEnergies partner in de Maasvlakte Olie Terminal, en heeft het bedrijf diverse productieplatforms op de Noordzee, en kantoren in Den Haag en Den Helder.
In september 2007 kwam Total in opspraak vanwege investeringen in het onderdrukte land Myanmar. In deze periode waren protesten van boeddhistische monniken en burgers losgebarsten in het betreffende land. In Nederland riepen de SP en PvdA op tot een boycot van de Total tankstations.